# Leonard Goldberg
Leonard J. Goldberg (ur. 24 stycznia 1934 w Nowym Jorku, zm. 4 grudnia 2019 w Los Angeles) – amerykański producent filmowy i telewizyjny.  Miał swoją własną firmę produkcyjną, Panda Productions (wcześniej Mandy Films).  Pełnił funkcję szefa ds. programowania w ABC i był prezesem 20th Century Fox.  Goldberg był także producentem wykonawczym serii CBS Zaprzysiężeni.

## Wczesne lata
Urodził się w rodzinie żydowskiej, jako syn Jean (z domu Smith) i Williama Goldberga. Był absolwentem New Utrecht High School w nowojorskim Brooklynie oraz Wharton School na Uniwersytecie Pensylwanii, gdzie uzyskał tytuł licencjata ekonomii w 1955.

## Kariera
Jako producent był odpowiedzialny za produkcję kilku filmów telewizyjnych, w tym uhonorowanym Peabody Award biograficznego dramatu sportowego ABC Piosenka Briana (Brian's Song, 1971) z Jamesem Caanem i  biograficznego melodramatu The Boy in the Plastic Bubble (1976) z Johnem Travoltą.  Wyprodukował także serię przebojów telewizyjnych we współpracy z Aaronem Spellingiem;  najbardziej znane to Aniołki Charliego, Hart to Hart, Starsky i Hutch, Fantastyczna wyspa (Fantasy Island) i Family.  Wyprodukował nominowany do Oscara dreszczowiec fantastycznonaukowy Gry wojenne (WarGames, 1983) w reżyserii Johna Badhama, a także komedię The Bad News Bears in Breaking Training (1977) z Williamem Devane.
Wyprodukował również nagrodzony Emmy dramat telewizyjny emitowany na antenie ABC Amelia (Something About Amelia, 1984) w reż. Randy Haines, gdzie wystąpili: Ted Danson, Glenn Close, Roxana Zal i Missy Francis. Był to jeden z najwyżej ocenianych filmów telewizyjnych 1984 roku, oglądany przez ok. 60–70 mln widzów.
Goldberg był prezesem studia 20th Century Fox, które wyprodukowało takie filmy jak komediodramat Telepasja (1987), dramat Wall Street (1987), komedia Duży (1988), dreszczowiec sensacyjny Szklana pułapka (1988) i komedia Pracująca dziewczyna (1988).  Pod własnym sztandarem Leonard Goldberg wyprodukował udane filmy fabularne: Gry wojenne (1983), Sypiając z wrogiem (1991), Podwójne zagrożenie (1999) i Aniołki Charliego (2000). Wyprodukował też dreszczowiec sensacyjny Tożsamość (2011) z udziałem Liama Neesona, Diane Kruger, January Jones i Franka Langelli, który miał swoją premierę w kinach w lutym 2011.
Posiada swoją gwiazdę na Hollywoodzkiej Alei Gwiazd przy 6901 Hollywood Boulevard i został wprowadzony do Galerii Sław Akademii Sztuki i Nauki w 2007. Był członkiem Wilshire Boulevard Temple. W latach 2007–2018 Goldberg zasiadał w Radzie Dyrektorów CBS.

## Życie osobiste i śmierć
26 listopada 1972 ożenił się z Wendy Howard. Miał jedną córkę Amandę Erin Goldberg i dwóch pasierbów, Richarda Mirischa i Johna A. Mirischa.
Zmarł 4 grudnia 2019 w Cedars-Sinai Medical Center w Los Angeles w wyniku obrażeń odniesionych w wyniku upadku. Miał 85 lat.